# Шимановиці (Великопольське воєводство)
Шимановиці (пол. Szymanowice) — село в Польщі, у гміні Ґізалки Плешевського повіту Великопольського воєводства.
Населення — 336 осіб (2011).
У 1975-1998 роках село належало до Каліського воєводства.

## Демографія
Демографічна структура станом на 31 березня 2011 року:
|          | Загалом | Допрацездатний вік | Працездатний вік | Постпрацездатний вік |
| -------- | ------- | ------------------ | ---------------- | -------------------- |
| Чоловіки | 177     | 44                 | 119              | 14                   |
| Жінки    | 159     | 25                 | 98               | 36                   |
| Разом    | 336     | 69                 | 217              | 50                   |